# Cole Palmer
Cole Jermaine Palmer, född 6 maj 2002 i Manchester, England, är en engelsk fotbollsspelare som spelar för Chelsea i Premier League.

## Klubblagskarriär

### Tidig karriär
Palmer föddes i Manchester-förorten Wythenshawe. Palmer gick sedan med i Manchester Citys U8-lag 2010 och tog sig fram genom akademiens alla åldersgrupper samt var kapten för U18-laget under säsongen 2019/20.

### Manchester City
Den 30 september 2020 gjorde Palmer sin A-lagsdebut för City i en 3–0-bortaseger mot Burnley i den fjärde omgången i ligacupen.
Den 27 oktober 2020 debuterade Palmer i gruppspelet i Champions League 2020/21 som ersättare för Kevin De Bruyne i en 3–0-bortaseger mot Marseille.
Den 21 augusti 2021 debuterade Palmer i Premier League som ersättare för İlkay Gündoğan i en hemmaseger med 5–0 mot nykomlingarna Norwich City.

### Chelsea
Den 1 september 2023 värvades Palmer av Chelsea, där han skrev på ett sjuårskontrakt med option på ytterligare ett år.

## Spelstil
Palmer är en mångsidig anfallsspelare som hans klubb beskriver som "skicklig som fungerar både som offensiv mittfältare och anfallare".